# Ouvertures d'Hector Berlioz
Le compositeur français Hector Berlioz a écrit de nombreuses ouvertures qui sont devenues des morceaux fréquemment joués en concert. Ces ouvertures ont été écrites pour ouvrir des opéras ou en tant que poèmes symphoniques.

## Les Francs-juges, op. 3
Ouverture composée en 1826 d'un opéra inachevé et dont les partitions ont presque été toutes complètement détruites par Berlioz.

## Waverley, op. 1
Poème symphonique, sous-titré « grande ouverture », composé en 1828 et dont la création a lieu le 26 mai 1828 au Conservatoire de Paris. Berlioz s'est inspiré pour cette œuvre du roman Waverley de Sir Walter Scott.

## Le Roi Lear, op. 4
Composée à Nice en 1831 pendant le retour de Berlioz en France après son séjour en Italie, cette ouverture est créée le 22 décembre 1833 au Conservatoire de Paris. Cette œuvre est inspirée de la pièce de théâtre Le Roi Lear de Shakespeare, une découverte récente du compositeur dont l'attrait pour le dramaturge est évident à la lumière de ses autres compositions inspirées de Shakespeare.

## Rob Roy
Ouverture inspirée du roman Rob Roy de Walter Scott, composée en 1831, exécutée le 14 avril 1833 au Conservatoire de Paris. « Longue, diffuse, dit le compositeur, fort mal reçue du public et que je brûlai le même jour en sortant du concert ». Une copie a survécu : si la structure est peu convaincante et la musique répétitive, l’œuvre comporte néanmoins de belles pages.

## Benvenuto Cellini, op. 23
Ouverture de l'opéra éponyme composé en 1838.

## Le Carnaval romain, op. 9
Ouverture pour orchestre caractéristique basée sur des thèmes de l'opéra Benvenuto Cellini, dédiée au Prince de Hechingen-Hohenzollern et créée le 3 février 1844 salle Herz à Paris.  Cette ouverture est connue pour son solo de cor anglais.

## Le Corsaire, op.21
Ouverture composée pendant les vacances de Berlioz à Nice en août 1844 et créée sous le nom La Tour de Nice le 19 janvier 1845. Berlioz a renommé cette ouverture Le Corsaire rouge (d'après le roman de James Fenimore Cooper The Red Rover).

## La Fuite en Égypte, op. 25
Ouverture composée avec L'Adieu des bergers et Le Repos de la sainte famille, La Fuite en Égypte, cette petite pièce décrivant la fuite en Égypte de Jésus et sa famille pour échapper à la persécution du roi Hérode Ier le Grand. Cette ouverture a été publiée en 1852 et est devenue le cœur de l'oratorio L'Enfance du Christ.

## Béatrice et Bénédict, op. 27
Ouverture de l'opéra éponyme composé en 1862.

## Les Troyens à Carthage, op. 29b
L'opéra épique Les Troyens n'a jamais été joué du vivant de Berlioz. Dans une tentative pour faire jouer l'opéra au théâtre Lyrique en 1863, il le sépare en deux, les actes I et II devenant La Prise de Troie et les actes 3 à 5 Les Troyens à Carthage. Seulement ce dernier est accepté et Berlioz écrit alors un prologue orchestral pour introduire cette version qui évoque le destin tragique de Troie.

## Sources
- (en) Cet article est partiellement ou en totalité issu de l’article de Wikipédia en anglais intitulé « Overtures by Hector Berlioz » (voir la liste des auteurs).
- David Cairns, Berlioz: The Making of an Artist (premier volume de sa biographie de Berlioz), André Deutsch, 1989.  (ISBN 978-0-14-028726-4)
- Hugh Macdonald, Berlioz (The Master Musicians, J.M.Dent, 1982)
- Hector Berlioz, Mémoires (Dover, 1960)